# DDR-Einzelmeisterschaft im Schach 1975
Die 24. DDR-Einzelmeisterschaft im Schach fand im Februar 1975 in Stralsund statt.

## Allgemeines
Die Teilnehmer hatten sich über das sogenannte Dreiviertelfinale sowie ein System von Vorberechtigungen und Freiplätzen für diese Meisterschaft qualifiziert. In beiden Turnieren kam es zu Punktgleichheit an der Spitze, so dass die Meister in Stichkämpfen ermittelt werden mussten. Hauptschiedsrichter war Arthur Gröbe aus Dresden.

## Meisterschaft der Herren
Im Turnier der Herren setzten sich Titelverteidiger Rainer Knaak und Großmeister Wolfgang Uhlmann mit überragender Bilanz weit vom Feld ab und mussten den Meister schließlich in einem Stichkampf ermitteln. Nur Lothar Vogt konnte annähernd mithalten und sicherte sich mit großem Vorsprung die Bronzemedaille.

### Abschlusstabelle
|     | Teilnehmer                                 | 01 | 02 | 03 | 04 | 05 | 06 | 07 | 08 | 09 | 10 | 11 | 12 | 13 | 14 | 15 | 16 | 17 | 18 | 19 | 20 | Punkte |
| --- | ------------------------------------------ | -- | -- | -- | -- | -- | -- | -- | -- | -- | -- | -- | -- | -- | -- | -- | -- | -- | -- | -- | -- | ------ |
| 1/2 | Rainer Knaak (SG Leipzig)                  |    | 0  | ½  | 1  | 1  | 1  | 1  | 1  | 1  | 1  | 0  | 1  | 1  | 1  | 1  | 1  | 1  | 1  | 1  | 1  | 16½    |
| 1/2 | Wolfgang Uhlmann (Post Dresden)            | 1  |    | ½  | ½  | 1  | 1  | 1  | ½  | ½  | 1  | 1  | 1  | ½  | 1  | 1  | 1  | 1  | 1  | 1  | 1  | 16½    |
| 03  | Lothar Vogt (SG Leipzig)                   | ½  | ½  |    | ½  | ½  | 1  | ½  | ½  | 1  | 1  | 1  | ½  | ½  | ½  | 1  | 1  | 1  | ½  | 1  | 1  | 14     |
| 04  | Heinz Liebert (Buna Halle-Neustadt)        | 0  | ½  | ½  |    | ½  | 1  | ½  | ½  | ½  | ½  | 1  | ½  | 1  | ½  | ½  | ½  | ½  | 1  | 1  | 1  | 12     |
| 05  | Wolfgang Dietze (Chemie Lützkendorf)       | 0  | 0  | ½  | ½  |    | ½  | ½  | 0  | 1  | 1  | 1  | 1  | 1  | 0  | ½  | ½  | ½  | 1  | ½  | 1  | 11     |
| 06  | Wolfgang Thormann (AdW Berlin)             | 0  | 0  | 0  | 0  | ½  |    | ½  | 0  | 1  | ½  | ½  | 1  | ½  | 1  | ½  | 1  | 1  | ½  | 1  | 1  | 10½    |
| 07  | Olaf Thal (AdW Berlin)                     | 0  | 0  | ½  | ½  | ½  | ½  |    | ½  | 1  | 0  | 0  | 1  | ½  | ½  | ½  | 1  | 1  | ½  | 1  | ½  | 10     |
| 08  | Bodo Starck (AdW Berlin)                   | 0  | ½  | ½  | ½  | 1  | 1  | ½  |    | ½  | ½  | ½  | ½  | ½  | ½  | ½  | 0  | ½  | ½  | ½  | 1  | 10     |
| 09  | Günther Möhring (Chemie Lützkendorf)       | 0  | ½  | 0  | ½  | 0  | 0  | 0  | ½  |    | 0  | 1  | 0  | 1  | 1  | 1  | 0  | 1  | 1  | 1  | 1  | 09½    |
| 10  | Hans-Ulrich Grünberg (Vorwärts Strausberg) | 0  | 0  | 0  | ½  | 0  | ½  | 1  | ½  | 1  |    | ½  | ½  | ½  | ½  | ½  | 1  | ½  | ½  | 1  | ½  | 09½    |
| 11  | Thomas Pähtz (EVB/Funkwerk Erfurt)         | 1  | 0  | 0  | 0  | 0  | ½  | 1  | ½  | 0  | ½  |    | 0  | ½  | 1  | ½  | 0  | 0  | 1  | 1  | 1  | 08½    |
| 12  | Klaus Müller (Greika Greiz)                | 0  | 0  | ½  | ½  | 0  | 0  | 0  | ½  | 1  | ½  | 1  |    | ½  | 1  | ½  | 0  | 1  | ½  | 0  | 1  | 08½    |
| 13  | Hans-Jürgen Meißner (Lok Pankow)           | 0  | ½  | ½  | 0  | 0  | ½  | ½  | ½  | 0  | ½  | ½  | ½  |    | ½  | 0  | 1  | 1  | ½  | ½  | 1  | 08½    |
| 14  | Uwe Bönsch (Buna Halle-Neustadt)           | 0  | 0  | ½  | ½  | 1  | 0  | ½  | ½  | 0  | ½  | 0  | 0  | ½  |    | 1  | 1  | 0  | ½  | ½  | 1  | 08     |
| 15  | Helmut Roßmann (Medizin Neubrandenburg)    | 0  | 0  | 0  | ½  | ½  | ½  | ½  | ½  | 0  | ½  | ½  | ½  | 1  | 0  |    | ½  | ½  | ½  | ½  | 1  | 08     |
| 16  | Christian Syré (Post Dresden)              | 0  | 0  | 0  | ½  | ½  | 0  | 0  | 1  | 1  | 0  | 1  | 1  | 0  | 0  | ½  |    | ½  | 0  | ½  | ½  | 07     |
| 17  | Bernd Baum (Motor Ilmenau)                 | 0  | 0  | 0  | ½  | ½  | 0  | 0  | ½  | 0  | ½  | 1  | 0  | 0  | 1  | ½  | ½  |    | ½  | ½  | 1  | 07     |
| 18  | Wilfried Heinsohn (Lok Schwerin)           | 0  | 0  | ½  | 0  | 0  | ½  | ½  | ½  | 0  | ½  | 0  | ½  | ½  | ½  | ½  | 1  | ½  |    | ½  | ½  | 07     |
| 19  | Wolfgang Lenk (Post Dresden)               | 0  | 0  | 0  | 0  | ½  | 0  | 0  | ½  | 0  | 0  | 0  | 1  | ½  | ½  | ½  | ½  | ½  | ½  |    | 0  | 05     |
| 20  | Bernd Schwartz (Motor IFA Karl-Marx-Stadt) | 0  | 0  | 0  | 0  | 0  | 0  | ½  | 0  | 0  | ½  | 0  | 0  | 0  | 0  | 0  | ½  | 0  | ½  | 1  |    | 03     |

#### Stichkampf
Der Stichkampf zur Ermittlung des DDR-Meisters 1975 fand Ende April in Gröditz statt. Wolfgang Uhlmann setzte sich gegen Rainer Knaak mit 2½ : ½ durch und holte damit seinen sechsten Meistertitel. Nach einem Remis zum Auftakt gewann Uhlmann die zweite und die dritte Partie, womit das auf vier Runden angesetzte Duell entschieden war.

### Dreiviertelfinale
Das Dreiviertelfinale der Herren fand im August 1974 in Karl-Marx-Stadt statt. Hauptschiedsrichter war Werner Granitzki. Die Zeitschrift Schach stellte keine Steigerung beim spielerischen Niveau fest und sah das "kämpferische Element … mehr im Vordergrund". Bei Punktgleichheit entschied primär die Anzahl der Gewinnpartien.
Erstmals bestand bei einem Meisterschaftsturnier in der DDR ein Rauchverbot – eine Regelung, die sich Anfang der 1980er Jahre weltweit durchsetzen sollte.
Gruppe A
|    | Teilnehmer                                | 01 | 02 | 03 | 04 | 05 | 06 | 07 | 08 | 09 | 10 | Punkte |
| -- | ----------------------------------------- | -- | -- | -- | -- | -- | -- | -- | -- | -- | -- | ------ |
| 01 | Hans-Jürgen Meißner (Vorwärts Strausberg) |    | 1  | ½  | 0  | ½  | 1  | ½  | 0  | 1  | 1  | 5½     |
| 02 | Wolfgang Lenk (Post Dresden)              | 0  |    | 0  | 1  | ½  | ½  | 1  | 1  | ½  | 1  | 5½     |
| 03 | Siegfried Rühlemann (Lok Mitte Leipzig)   | ½  | 1  |    | 0  | ½  | 1  | ½  | ½  | 1  | ½  | 5½     |
| 04 | Helmut Roßmann (Medizin Neubrandenburg)   | 1  | 0  | 1  |    | 1  | 0  | 0  | ½  | 1  | ½  | 5      |
| 05 | Bodo Starck (AdW Berlin)                  | ½  | ½  | ½  | 0  |    | 1  | 1  | ½  | 0  | 1  | 5      |
| 06 | Christian August (EVB/Funkwerk Erfurt)    | 0  | ½  | 0  | 1  | 0  |    | 1  | 1  | 0  | 1  | 4½     |
| 07 | Werner Nerenz (Wissenschaft Potsdam)      | ½  | 0  | ½  | 1  | 0  | 0  |    | 1  | 1  | ½  | 4½     |
| 08 | Hans-Ulrich Grünberg (Lok Schwerin)       | 1  | 0  | ½  | ½  | ½  | 0  | 0  |    | 1  | ½  | 4      |
| 09 | Thomas Casper (Carl Zeiss Jena)           | 0  | ½  | 0  | 0  | 1  | 1  | 0  | 0  |    | ½  | 3      |
| 10 | Lutz Nötzold (Lok Karl-Marx-Stadt)        | 0  | 0  | ½  | ½  | 0  | 0  | ½  | ½  | ½  |    | 2½     |

Gruppe B
|    | Teilnehmer                                 | 01 | 02 | 03 | 04 | 05 | 06 | 07 | 08 | 09 | 10 | Punkte |
| -- | ------------------------------------------ | -- | -- | -- | -- | -- | -- | -- | -- | -- | -- | ------ |
| 01 | Detlef Neukirch (SG Leipzig)               |    | 0  | 1  | 1  | ½  | 1  | 1  | 1  | 1  | 1  | 7½     |
| 02 | Bernd Schwartz (Motor IFA Karl-Marx-Stadt) | 1  |    | 0  | 0  | ½  | 0  | 1  | 1  | 1  | 1  | 5½     |
| 03 | Wolfgang Dietze (Chemie Lützkendorf)       | 0  | 1  |    | ½  | 1  | 0  | 0  | 1  | ½  | 1  | 5      |
| 04 | Wolfgang Thormann (AdW Berlin)             | 0  | 1  | ½  |    | 0  | 1  | 0  | ½  | 1  | 1  | 5      |
| 05 | Wilfried Heinsohn (Lok Schwerin)           | ½  | ½  | 0  | 1  |    | 1  | 1  | 0  | ½  | ½  | 5      |
| 06 | Gerd Lorenz (SG Leipzig)                   | 0  | 1  | 1  | 0  | 0  |    | ½  | 0  | 1  | 1  | 4½     |
| 07 | Thomas Espig (Vorwärts Strausberg)         | 0  | 0  | 1  | 1  | 0  | ½  |    | 1  | 0  | 1  | 4½     |
| 08 | Oswald Bindrich (Vorwärts Strausberg)      | 0  | 0  | 0  | ½  | 1  | 1  | 0  |    | 0  | ½  | 3      |
| 09 | Olaf Raitza (Lok Rostock)                  | 0  | 0  | ½  | 0  | ½  | 0  | 1  | 1  |    | 0  | 3      |
| 10 | Peter Babrikowski (Wissenschaft Potsdam)   | 0  | 0  | 0  | 0  | ½  | 0  | 0  | ½  | 1  |    | 2      |

Gruppe C
|    | Teilnehmer                                  | 01 | 02 | 03 | 04 | 05 | 06 | 07 | 08 | 09 | 10 | Punkte |
| -- | ------------------------------------------- | -- | -- | -- | -- | -- | -- | -- | -- | -- | -- | ------ |
| 01 | Olaf Thal (AdW Berlin)                      |    | ½  | 1  | ½  | 1  | 1  | 0  | 1  | 0  | 1  | 6      |
| 02 | Günther Möhring (Chemie Lützkendorf)        | ½  |    | 0  | 1  | 0  | ½  | 1  | 1  | 1  | 1  | 6      |
| 03 | Christian Syré (Rotation Schwedt)           | 0  | 1  |    | 0  | 1  | ½  | ½  | 1  | 1  | ½  | 5½     |
| 04 | Bernd Baum (Motor Ilmenau)                  | ½  | 0  | 1  |    | ½  | ½  | ½  | ½  | 1  | 1  | 5½     |
| 05 | Joachim Brüggemann (EVB/Funkwerk Erfurt)    | 0  | 1  | 0  | ½  |    | 0  | 1  | 1  | ½  | 1  | 5      |
| 06 | Jürgen Berger (Buna Halle)                  | 0  | ½  | ½  | ½  | 1  |    | ½  | 0  | 1  | 1  | 5      |
| 07 | Karl-Heinz Lehmann (Fortschritt Nord Forst) | 1  | 0  | ½  | ½  | 0  | ½  |    | 1  | 1  | 0  | 4½     |
| 08 | Erich Thiele (Aufbau Dresden Mitte)         | 0  | 0  | 0  | ½  | 0  | 1  | 0  |    | 1  | 1  | 3½     |
| 09 | Gunter Sandner (Motor Markneukirchen)       | 1  | 0  | 0  | 0  | ½  | 0  | 0  | 0  |    | ½  | 2      |
| 10 | Manfred Pape (Motor Wernigerode)            | 0  | 0  | ½  | 0  | 0  | 0  | 1  | 0  | ½  |    | 2      |

## Meisterschaft der Damen
Die Zeitschrift Schach stellte ein erneut gesunkenes Durchschnittsalter der 14 Teilnehmerinnen fest, zehn von ihnen waren jünger als 22 Jahre. Allerdings war auch eine recht hohe Zahl elementarer Fehler festzustellen, was auch den Kampf an der Spitze beeinflusste, so als Titelverteidigerin Feustel in der vorletzten Runde in Gewinnstellung einen Turm einstellte. Schließlich kamen vier Spielerinnen gleichauf ins Ziel und mussten die Meisterin in einem Stichkampf ermitteln.

### Abschlusstabelle
|     | Teilnehmer                             | 01 | 02 | 03 | 04 | 05 | 06 | 07 | 08 | 09 | 10 | 11 | 12 | 13 | 14 | Punkte |
| --- | -------------------------------------- | -- | -- | -- | -- | -- | -- | -- | -- | -- | -- | -- | -- | -- | -- | ------ |
| 1/4 | Petra Feustel (Lok Gera)               |    | ½  | 0  | ½  | ½  | 0  | 1  | 1  | 1  | 1  | 1  | 1  | 1  | 1  | 9½     |
| 1/4 | Christina Domsgen (PH Potsdam)         | ½  |    | ½  | ½  | ½  | ½  | 1  | 0  | 1  | 1  | 1  | 1  | 1  | 1  | 9½     |
| 1/4 | Brigitte Hofmann (Buna Halle-Neustadt) | 1  | ½  |    | ½  | ½  | ½  | ½  | ½  | 1  | ½  | 1  | 1  | 1  | 1  | 9½     |
| 1/4 | Eveline Nünchert (PH Potsdam)          | ½  | ½  | ½  |    | ½  | ½  | ½  | ½  | 1  | 1  | 1  | 1  | 1  | 1  | 9½     |
| 05  | Ilse Böttcher (TSG Wittenberg)         | ½  | ½  | ½  | ½  |    | ½  | ½  | 1  | 1  | 0  | 1  | 1  | 1  | ½  | 8½     |
| 06  | Marion Worch (Buna Halle-Neustadt)     | 1  | ½  | ½  | ½  | ½  |    | 0  | ½  | 0  | ½  | 1  | 1  | 1  | 1  | 8      |
| 07  | Heidrun Bade (PH Potsdam)              | 0  | 0  | ½  | ½  | ½  | 1  |    | 0  | ½  | ½  | ½  | 1  | 1  | 1  | 7      |
| 08  | Irene Winter (Motor Weimar)            | 0  | 1  | ½  | ½  | 0  | ½  | 1  |    | 0  | 0  | 1  | 1  | 0  | 1  | 6½     |
| 09  | Annett Michel (Buna Halle-Neustadt)    | 0  | 0  | 0  | 0  | 0  | 1  | ½  | 1  |    | ½  | ½  | 1  | ½  | 1  | 6      |
| 10  | Ulricke Seidemann (PH Potsdam)         | 0  | 0  | ½  | 0  | 1  | ½  | ½  | 1  | ½  |    | 0  | ½  | 1  | 0  | 5½     |
| 11  | Regine Hoffmann (Chemie Köpenick)      | 0  | 0  | 0  | 0  | 0  | 0  | ½  | 0  | ½  | 1  |    | 1  | ½  | 1  | 4½     |
| 12  | Hannelore Kube (Medizin Erfurt)        | 0  | 0  | 0  | 0  | 0  | 0  | 0  | 0  | 0  | ½  | 0  |    | 1  | 1  | 2½     |
| 13  | Christine Lesky (Lok Dresden)          | 0  | 0  | 0  | 0  | 0  | 0  | 0  | 1  | ½  | 0  | ½  | 0  |    | ½  | 2½     |
| 14  | Christel Kluß (Aktivist Lauchhammer)   | 0  | 0  | 0  | 0  | ½  | 0  | 0  | 0  | 0  | 1  | 0  | 0  | ½  |    | 2      |

#### Stichkampf
Der doppelrundige Stichkampf der Damen fand im April 1975 in einer Stralsunder Jugendherberge statt. Brigitte Hofmann setzte sich jetzt recht souverän gegen ihre Konkurrentinnen durch.
|   | Teilnehmer                             | 01  | 02  | 03  | 04  | Punkte |
| - | -------------------------------------- | --- | --- | --- | --- | ------ |
| 1 | Brigitte Hofmann (Buna Halle-Neustadt) |     | 1   | 1 0 | 1 ½ | 4½     |
| 2 | Petra Feustel (Lok Gera)               | 0   |     | 1 ½ | ½ 1 | 3      |
| 3 | Christina Domsgen (PH Potsdam)         | 0 1 | 0 ½ |     | ½   | 2½     |
| 4 | Eveline Nünchert (PH Potsdam)          | 0 ½ | ½ 0 | ½   |     | 2      |

### Dreiviertelfinale
Das Dreiviertelfinale der Damen fand im Sommer 1974 in Berlin statt. Schiedsrichterin war Luzie Rudnick. Nach einigen Absagen war das Turnier gemäß Berichterstattung in der Fachpresse "qualitativ schwächer besetzt als im Vorjahr". In allen drei Gruppen setzten sich die Favoritinnen durch.
Gruppe "Grün"
|   | Teilnehmer                                 | 01 | 02 | 03 | 04 | 05 | 06 | 07 | 08 | Punkte |
| - | ------------------------------------------ | -- | -- | -- | -- | -- | -- | -- | -- | ------ |
| 1 | Heidrun Bade (PH Potsdam)                  |    | 1  | 1  | ½  | 1  | 1  | 1  | 1  | 6½     |
| 2 | Christine Lesky (Lok Dresden)              | 0  |    | 0  | 1  | 1  | 1  | 1  | 1  | 5      |
| 3 | Angelika Schrecke (Pädagogik Halle)        | 0  | 1  |    | 0  | 1  | ½  | 1  | 1  | 4½     |
| 4 | Lieselotte Janssen (Chemie Colditz)        | ½  | 0  | 1  |    | 0  | ½  | ½  | 1  | 3½     |
| 5 | Anita Zinn (AdW Berlin)                    | 0  | 0  | 0  | 1  |    | 1  | 0  | 1  | 3      |
| 6 | Jutta Hartlapp (Buna Halle)                | 0  | 0  | ½  | ½  | 0  |    | 1  | 1  | 3      |
| 7 | Laila Witstruk (Lok Halle)                 | 0  | 0  | 0  | ½  | 1  | 0  |    | 1  | 2½     |
| 8 | Roswitha Siemer (Schiffahrt/Hafen Rostock) | 0  | 0  | 0  | 0  | 0  | 0  | 0  |    | 0      |

Gruppe "Blau"
|   | Teilnehmer                            | 01 | 02 | 03 | 04 | 05 | 06 | 07 | 08 | Punkte |
| - | ------------------------------------- | -- | -- | -- | -- | -- | -- | -- | -- | ------ |
| 1 | Hannelore Kube (Medizin Erfurt)       |    | 0  | 1  | ½  | 1  | ½  | 1  | 1  | 5      |
| 2 | Regine Hoffmann (TSG Oberschöneweide) | 1  |    | 0  | 1  | 1  | 1  | 0  | ½  | 4½     |
| 3 | Jutta Scholz (PH Potsdam)             | 0  | 1  |    | 1  | 0  | 1  | 1  | ½  | 4½     |
| 4 | Gesine Camin (Motor Wernigerode)      | ½  | 0  | 0  |    | 1  | 1  | ½  | 1  | 4      |
| 5 | Karin Bröder (Buna Halle)             | 0  | 0  | 1  | 0  |    | 1  | 1  | ½  | 3½     |
| 6 | Heike Teige (TSG Lübbenau)            | ½  | 0  | 0  | 0  | 0  |    | 1  | 1  | 2½     |
| 7 | Liddy Knoch (Einheit Meiningen)       | 0  | 1  | 0  | ½  | 0  | 0  |    | ½  | 2      |
| 8 | Regina Krüger (Einheit Strasburg)     | 0  | ½  | ½  | 0  | ½  | 0  | ½  |    | 2      |

Gruppe "Rot"
|   | Teilnehmer                          | 01 | 02 | 03 | 04 | 05 | 06 | 07 | 08 | Punkte |
| - | ----------------------------------- | -- | -- | -- | -- | -- | -- | -- | -- | ------ |
| 1 | Ilse Böttcher (TSG Wittenberg)      |    | 1  | 1  | 1  | 1  | 1  | ½  | 1  | 6½     |
| 2 | Ulricke Seidemann (PH Potsdam)      | 0  |    | 1  | ½  | 1  | ½  | 1  | 1  | 5      |
| 3 | Helmi Walter (Motor Wildau)         | 0  | 0  |    | 1  | 1  | 0  | 1  | 1  | 4      |
| 4 | Petra Tornack (Lok Halle)           | 0  | ½  | 0  |    | ½  | 1  | ½  | 1  | 3½     |
| 5 | Monika Melzer (Lok Karl-Marx-Stadt) | 0  | 0  | 0  | ½  |    | ½  | 1  | 1  | 3      |
| 6 | Luise Baumann (Lok Erfurt)          | 0  | ½  | 1  | 0  | ½  |    | ½  | ½  | 3      |
| 7 | Renate Zauche (Lok Greiz)           | ½  | 0  | 0  | ½  | 0  | ½  |    | ½  | 2      |
| 8 | Birgit Matthan (Einheit Schwerin)   | 0  | 0  | 0  | 0  | 0  | ½  | ½  |    | 1      |

## Jugendmeisterschaften
| Altersklasse | männlich                        | weiblich                           |
| ------------ | ------------------------------- | ---------------------------------- |
| Schüler C    | Volkmar Huth (Lok Naumburg)     | Birgit Gaffron (MoGoNo Leipzig)    |
| Schüler B    | Raj Tischbierek (SG Leipzig)    | Constanze Jahn (Post Crimmitschau) |
| Schüler A    | Thomas Casper (Carl Zeiss Jena) | Gudula Jahn (Post Crimmitschau)    |
| Jugend       | Thomas Casper (Carl Zeiss Jena) | Petra Feustel (Lok Gera)           |

Casper gewann als jüngster Teilnehmer der Jugendklasse nach dem Sieg bei den A-Schülern zwei Meisterschaften. Im geschlagenen Feld befand sich u. a. der spätere Großmeister Uwe Bönsch.